# Mut'a
La mutʿa in arabo ﻣﺘﻌـة‎?, mutʿa, ovvero nikāḥ movaqat in farsi, è un istituto matrimoniale sopravvissuto nel contesto islamico sciita, che regolamenta un "matrimonio a termine", o "temporaneo", vale a dire un vincolo la cui durata è assoggettata a un termine prefissato (ilā ajal musammā, secondo la formula araba), stabilito prima che i coniugi contraggano il matrimonio.
Il matrimonio a termine era largamente praticato in Arabia in periodo preislamico e di esso esistono varie testimonianze nella stessa Sīrat al-nabawiyya (Vita del Profeta) di Ibn Isḥāq la più antica biografia di Maometto, in cui si riporta  come la bisavola del profeta ricorresse spesso e volentieri a questo istituto.
La pratica della mutʿa rimase in vigore anche per un certo periodo della storia islamica, almeno fino al ritorno dalla spedizione musulmana per la conquista di Khaybar. Il sunnismo ritiene che a quel punto il Profeta la vietasse, ma le testimonianze in merito sono respinte dagli sciiti che, infatti, seguitano a ritenerla perfettamente legittima.
Oggi il Nikah Movaqat ovvero matrimonio temporaneo è previsto e regolato dal Codice Civile iraniano  , il quale lo considera matrimonio a tutti gli effetti (Artt. 1075-1076), con obbligo di stabilire un dono nuziale detto "Mehr" (Artt. 1095 e 1100)) versato dal futuro marito alla futura moglie e che garantisce nascita legittima sotto il profilo socio-giuridico all'eventuale nascituro (DPR 2012, artt 20 e 21 "riforma di diritto di famiglia") . Il matrimonio temporaneo ha caratteristiche che lo differenziano rispetto al matrimonio permanente, il primo è il pieno e libero consenso della donna, senza il quale il matrimonio a termine non può avere luogo; il secondo è l'appartenenza dell'eventuale nascituro al padre al momento della cessazione prefissata del vincolo matrimoniale. La donna infine non ha diritto all'eredità nel caso di morte del marito se i beni dei coniugi sono in regime di separazione dei beni, ma ha diritto alla quota di legittima se dimostra di essere co-proprietaria dei beni comuni e ha diritto all'eredità anche in base al testamento ma sempre in quota di legittima.
Non è previsto il ripudio (ṭalāq) nel matrimonio temporaneo quando il termine fissato è breve, ma nel caso del matrimonio temporaneo di 99 anni (i matrimoni temporanei spesso hanno questa forma) i coniugi per separarsi devono chiedere il divorzio, anche perché dietro ai vari Fatwa pronunciati dai vari Ayatollah (tra cui Ayatollah Makarem Shirazi) "il matrimonio temporaneo di 99 anni è pari al matrimonio permanente" . Estendere la validità del matrimonio oltre il termine fissato qualora il marito è la stessa persona non chiede l'attesa obbligatoria di 4 mesi e 10 giorni (tempo necessario per verificare la paternità di un eventuale nascitura in corso durante il periodo di matrimonio) ma tale attesa è obbligatorio se il marito è diverso. 
Vi sono altre differenze sostanziali tra il matrimonio temporaneo e il matrimonio permanente che rende più accettabile il primo da parte dei giovani iraniani; la donna nel matrimonio permanente non ha il diritto di lavorare fuori casa senza il consenso del marito, mentre con il matrimonio temporaneo la donna è libera di lavorare, di guadagnare e di avere il possesso pieno dei propri guadagni senza dover contribuire alle spese della vita coniugale, cosa su cui gli sposi possono prendere accordi prima del matrimonio e decidere che gli alimenti siano a spese del marito; nel matrimonio permanente la donna senza il consenso del marito non può decidere di usare alcun metodo anti concezionale e per il rapporti sessuali deve sottomettersi al marito (rifiutare è reato) mentre nel matrimonio temporaneo la donna può decidere unilateralmente di non volere figli e quindi, di usare metodi anti concezionali che desidera e per i rapporti sessuali non ha l'obbligo di sottomissione (Tamkin) ma addirittura può decidere un calendario per questo e il marito deve accettare tale condizione, inoltre, nel matrimonio permanente la moglie deve accettare senza condizioni il luogo scelto da parte di marito dove vivere la vita coniugale, mentre nel matrimonio temporaneo la moglie ha diritto di non accettare il luogo scelto dal marito e può chiedere di cambiare la casa coniugale e infine, nel matrimonio permanente vi è l'obbligo affinché gli sposi siano ambedue di religione islamica, mentre nel matrimonio temporaneo non vi è alcun obbligo in base alla differenza religiosa.
Alcuni dotti sciiti - quali ad esempio Ibn Bābawayh (o Bābūya) al-Qūmmī (m. 991-2) o lo sceicco al-Mufīd (m. 1022-3) - vietano il matrimonio a termine con donne non musulmane, fossero anche dell'Ahl al-Kitab, che per la sharīʿa è invece lecito sposare. 
Il cosiddetto "matrimonio ʿurfi" (ossia "di tradizione"), contratto in moschea nei paesi non-islamici, non può essere configurato come matrimonio a termine che, nel caso i contraenti siano sunniti, sarebbe del tutto inammissibile. In realtà, esso appare come un surrettizio sistema dell'emigrato musulmano per aggirare il divieto di poligamia (nel caso si tratta di poliginia) previsto da tutti gli ordinamenti giuridici del mondo occidentale.

## Lamutʿacome adulterio/prostituzione
La Oxford Islamic Encyclopedia, distingue tra matrimonio (nikah) e mut'a, e sostiene che mentre il nikah cerca la procreazione, il mut'a cerca solo la gratificazione sessuale. I sunniti hanno indicato di considerarlo un "atto osceno sotto una copertura religiosa".
Alcuni studiosi sunniti e sciiti ritengono che questo tipo di matrimonio temporaneo ai giorni nostri equivalga alla prostituzione. A seguito della pubblicazione di un documento nel 2014 che denunciava la diffusa prostituzione in Iran, i parlamentari iraniani hanno suggerito che il matrimonio mutʿa potrebbe essere una soluzione a questo problema, permettendo le coppie di registrare pubblicamente la loro unione costituendo un matrimonio del tipo mutʿa. In passato è stato proposto di creare case di castità dove le prostitute sarebbero state controllate dallo stato, dove prima i clienti avrebbero dovuto accettare un nikāḥ mutʿa. Questa proposta non è stata ancora ratificata dalle autorità iraniane. Secondo Shahla Haeri (professoressa presso la Boston University), la classe media iraniana ritiene che le autorità religiose fondamentaliste abbiano dato alla prostituzione una facciata religiosa, dimenticando che quella pratica era invalsa già al tempo del Profeta.
Alcuni scrittori occidentali sostengono che la mutʿa è simile alla prostituzione: Julie Parshall, la mutʿa è la prostituzione legalizzata che è stata convalidata dalle autorità sciite. Zeyno Baran, questo tipo di matrimonio temporaneo dà agli uomini sciiti un equivalente religiosamente approvato alla prostituzione. Elena Andreeva ha espresso in uno scritto pubblicato nel 2007 che i viaggiatori russi in Iran considerano mutʿa "dissolutezza legalizzata" che è indistinguibile dalla prostituzione. 
Tutti trascurano che l'istituto preislamico rimase praticato ancora all'età del Profeta, che lo vietò solo tornando dalla spedizione di Khaybar, dopo averlo praticato lui stesso per motivi politici, con matrimoni da lui contratti da motivazioni politiche (per rafforzare alleanze con gruppi beduini), al fine di evitare il ricorso al ṭalāq, malvisto dall'Islam.
Dall'altra parte, religiosi pro-mutʿa sostengono che questo matrimonio temporaneo è diverso dalla prostituzione per una serie di motivi, tra cui la necessità di iddah in caso di rapporti sessuali tra la coppia, cioè di un periodo di astinenza dal matrimonio e dall'attività sessuale. Questo significa che se una donna si sposa in questa modalità e fa sesso, deve aspettare qualche mese prima di risposarsi e quindi la donna non può sposarsi più di 3 o 4 volte l'anno.